# Paradosso dell'amante
Il paradosso dell'amante è una variante del paradosso dell'edonismo che si sofferma sul dilemma fra l'ottenere il piacere a discapito dell'appagamento intellettuale, e viceversa. Esso si origina come speculazione del romanticismo, ma è stato poi rielaborato da un punto di vista psicologico nell'analizzare i rapporti interpersonali e le meccaniche della seduzione, contrapponendole all'ideale dell'amore platonico.
Da un lato si vede la pulsione sessuale come un effetto secondario che può allontanare dal vero obiettivo, al punto che la sola ricerca edonistica risulterebbe inutile se non una sconfitta, tuttavia lo psicologo Alfred Adler citando Nietzsche sottolinea che il piacere sia uno scopo primario per soddisfare la volontà di potenza, ugualmente necessaria per ottenere la felicità.
Il paradosso racconta di come un uomo abbia suscitato l'interesse di una nobildonna comportandosi in maniera brillante e audace, e sia a sua volta rimasto affascinato dalla sua cultura e raffinatezza filosofica. Egli la corteggia in maniera sfuggente e passionale, rappresentando una continua sfida e suscitando in lei attrazione, poiché la nobildonna prova profonda attrazione per le sfide romantiche. L'uomo però, ha in realtà sempre sognato l'amor cortese e vorrebbe una relazione più platonica con l'amata in cui circondarla di premure e condividere la sapienza reciproca, ma sa anche bene che così facendo non diverrà il suo amante bensì un suo confidente e verrà soppiantato dal suo rivale anch'esso audace e sfuggente. Si trova così nel dilemma se assecondare il suo desiderio e la sua passione, rinunciando così a gran parte della complicità intellettuale e della tenerezza auspicate, o forzare il suo ideale di amore, che però condurrà all'amicizia e alla mancata intesa sessuale.
Pertanto paradossalmente, più vorrà la passionalità nel suo amore, più dovrà mettere da parte i valori più idealizzati dell'amore per semplice natura riproduttiva, laddove più si dedicherà a questo, più non otterrà l'amore cercato; finché non troverà il giusto equilibrio che gli consentirà di amare ed essere ricambiato, senza ottenere una relazione superficiale fatta di solo edonismo e senza ottenere niente più che una amicizia o una fratellanza.
La situazione presenta analogie con il dilemma del porcospino (necessità di trovare equilibrio fra due distanze non soddisfacenti appieno) e con il paradosso del Comma 22 (situazione in cui entrambe le opzioni portano alla non risoluzione del problema).